# Morten Staack
Morten Staack (født 25. maj 1977) er en dansk skuespiller.
Han er uddannet fra Skandinavisk Teaterskole i 2000, men var allerede i 1997 tilknyttet Ishøj Teater. I 2004 var han instruktørassistent ved Græsted Revyen, og senest har han været tilknyttet Limfjordsteatret.
Han er også kendt for at være med i Anna Pihl (S.2 E.3) som Dan Larsen
Var i en årrække en del af The Loyal Shakespeare Company

## Filmografi

### Tv-serier
- Anna Pihl (2007; 2. sæson, afsnit 3) – Dan Larsen